# John Cole (novinář)
John Cole (23. listopadu 1927 – 7. listopadu 2013) byl britský novinář. Narodil se v Belfastu do rodiny elektroinženýra a studoval na Belfast Royal Academy. Svou žurnalistickou kariéru zahájil v roce 1945 v místním deníku Belfast Telegraph. V roce 1956 se stal členem redakce deníku Manchester Guardian (později přejmenovaného na The Guardian). Později přispíval do The Observer. Rovněž napsal několik knih, například The Poor of the Earth o rozvojových zemích. Rovněž napsal román A Clouded Peace (2001). Zemřel ve spánku ve věku 85 let.